# Emblyna uintana
Emblyna uintana är en spindelart som först beskrevs av Chamberlin 1919.  Emblyna uintana ingår i släktet Emblyna och familjen kardarspindlar. Inga underarter finns listade i Catalogue of Life.